# Selaginella maracasensis
Selaginella maracasensis är en mosslummerväxtart som beskrevs av Otto Christian Schmidt. Selaginella maracasensis ingår i släktet mosslumrar, och familjen mosslummerväxter. Inga underarter finns listade i Catalogue of Life.